# ۵۹۱ (پیش از میلاد)
۵۹۱ (پیش از میلاد) ۵۹۱مین سال قبل از تقویم میلادی است.